# Frieden von Posen
Der Friede von Posen wurde am 11. Dezember 1806 in Posen unterzeichnet. Er beendete den Krieg zwischen Frankreich und dem mit Preußen verbündeten Kurfürstentum Sachsen während des Vierten Koalitionskrieges.

## Vorgeschichte
1806 beteiligte sich Sachsen an der Seite Preußens am Krieg gegen das napoleonische Frankreich. In der Schlacht bei Jena und Auerstedt im Oktober 1806 kämpften auch 22.000 sächsische Soldaten. Sie endete für Preußen und seine Verbündeten mit einer katastrophalen Niederlage. Sachsen kam kurzzeitig unter ein französisches Besatzungsregime, das es zu Kontributionen und Hilfslieferungen zwang. Mit dem Friedensschluss von Posen wurde der Kriegszustand zwischen Sachsen und Frankreich beendet.

## Folgen
Sachsen musste dem Rheinbund beitreten, wobei Kurfürst Friedrich August III. seinen Titel ablegte und fortan als Friedrich August I. über das nunmehrige Königreich Sachsen regierte. Auf Veranlassung des französischen Kaisers Napoleon musste er seinen Untertanen Glaubensfreiheit gewähren und als Rheinbundfürst im noch andauernden Krieg ein sächsisches Korps gegen Preußen kämpfen lassen. Frankreich verzichtete auf weitere Kontributionszahlungen und Sachsen erhielt eine Anwartschaft auf den preußischen Kreis Kottbus für seine künftigen Gebietsabtretungen im Rahmen zu erwartender neuer Grenzziehungen.